# Stylani Tzikanoula
Stylani Tzikanoula (griechisch Στυλάνη Τζικανούλα, * 3. Januar 1992) ist eine griechische Leichtathletin, die sich auf den Siebenkampf spezialisiert hat.

## Sportliche Laufbahn
Erste Erfahrungen bei internationalen Meisterschaften sammelte Stylani Tzikanoula im Jahr 2015, als sie bei den Balkan-Meisterschaften in Pitești mit 4982 Punkten die Silbermedaille im Siebenkampf gewann. Auch bei den Balkan-Meisterschaften ebendort im Jahr darauf sicherte sie sich mit 5135 Punkten die Silbermedaille und 2021 siegte sie bei den Balkan-Meisterschaften in Smederevo mit 5183 Punkten.
2019 wurde Tzikanoula griechische Meisterin im Siebenkampf.

## Persönliche Bestleistungen
- Siebenkampf: 5474 Punkte, 3. Juni 2018 in Naxos